# ダンサーズイメージ
ダンサーズイメージ（欧字名:Dancer's Image、1965年4月10日 – 1992年12月25日）は、アメリカ合衆国出身の競走馬・種牡馬。1968年のケンタッキーダービーにおいて1位入線するが、禁止薬物が検出されたため降着となった。これはケンタッキーダービーにおける初の1位入線馬の降着となった。

## 出自
ニューハンプシャー州ノースハンプトンのラニーメードファームの生産馬で、牧場所有者である実業家ピーター・D・フラーが所有していたサラブレッドの牡馬である。フラーの父はマサチューセッツ州知事のアルヴァン・T・フラーで、同馬も最初は父親を記念して「A.T.'s Image」と名付けられていた。1967年2月のオークションでの販売に備えて、馬名を「Dancer's Image」に変更したが、最終的にフラーがそのまま所有した。
ダンサーズイメージはルー・カヴァラリス・ジュニア調教師の厩舎に預けられてデビューに備えた。

## 経歴

### 2歳 - 3歳前半
2歳時のダンサーズイメージはアメリカ東部とカナダを主戦場とし、メリーランド州とオンタリオ州の競馬場でグレード競走に優勝している。
3歳春、ダンサーズイメージはクラシック路線においてウッドメモリアルステークスを含む競走で優勝、ケンタッキーダービーのオッズにおいて、フロリダダービーとブルーグラスステークスの優勝者であるフォワードパスに次ぐ2番人気に選ばれていた。

### ケンタッキーダービー
ダンサーズイメージは以前より脚首の痛みに悩まされていた。1968年のケンタッキーダービーの前週の日曜日に、ダンサーズイメージの陣営は獣医をあてがい、関節の炎症を和らげるために一般的に使用される非ステロイド性抗炎症薬（NSAID）であるフェニルブタゾンの用量をダンサーズイメージに投与した。当時、チャーチルダウンズ競馬場では競走当日にフェニルブタゾンを禁止しており、馬体から検出されれば失格となった。しかし、ダンサーズイメージ陣営は、薬がダービーまでには馬体から消え去ると信じていた。
5月4日のダービー当日、ダンサーズイメージはスタート時に他馬と接触したため序盤はスピードが乗らなかった。しかし、レースの4分の3を過ぎたあたりから再スタートを切り、第2コーナーで馬の間を抜けて進み、直線に入って視界が開けたところで内に切り返し、その時に騎手が鞭を振うとフォワードパスを振り切って1馬身半差でゴールした。
しかし、レース後の尿検査でフェニルブタゾンの痕跡が発見される。この検査結果は5月7日火曜日に発表され、同時に2位入線馬であるフォワードパスが勝者として新たに宣告され、またダンサーズイメージの到達順位が最後尾に移された。この事件は、北米のメディアのスポーツニュースを埋め尽くし、 『スポーツ・イラストレイテッド』誌の表紙も飾り「今年の主要なスポーツストーリー」と呼ばれた。

### プリークネスステークス
降着処分後もダンサーズイメージはクラシック路線に残り、プリークネスステークスにも出走したが、薬物のイメージからか馬場入場の際にブーイングが起きたという。フォワードパスの二冠を他所に3位入線、さらにマーティンズジグという馬に接触したことが原因で8位に降着させられた。この競走の後、脚首の問題が響いて引退に追い込まれた。

### 主な勝鞍
1967年（2歳）
メリーランドフューチュリティ、クラレンドンステークス、ヴァンダルステークス、グレイハンデキャップ
1968年（3歳）
ウッドメモリアルステークス、ガヴァナーズゴールドカップステークス、E・パルマーヘガーティステークス

## ケンタッキーダービーの余波
フラーと馬の飼育係は、他の誰かがダンサーズイメージにフェニルブタゾンを用量以上に与えた可能性があると信じていたため、失格の控訴を提出した。ケンタッキー州競馬委員会はこの問題を調査し、フォワードパスへの1着賞金の配布を命じた。
これに対しフラーは法的措置を取り、1970年12月、ケンタッキー州裁判所はダンサーズイメージに1着賞金の授与を決定したものの、1972年4月にケンタッキー州競馬委員会のケンタッキー州控訴裁判所によってその決定は上訴されて覆された。その後、フラーは5年の法廷闘争の末についに断念したが、その一年後の1974年にケンタッキー州でフェニルブタゾンは合法となった。
論争と憶測はまだ事件を取り囲んでおり、2008年に『ニューヨーク・タイムズ』は「これまでで最も物議を醸したケンタッキーダービー」と呼んだ。失格から40年経った今でも、ダンサーズイメージのオーナーであったフラーは、ボストン出身の裕福な公民権支持者であり、ダンサーズイメージの獲得した賞金の一部をキング牧師の未亡人コレッタ・スコット・キングに寄付していたことから、ケンタッキー州の体制側に嵌められて失格になったという憶測が挙がっている。フラーは競走の直前、他者がダンサーズイメージに干渉するかもしれないと予想し、チャーチルダウンズの当局者に競走前に追加の警備を提供するように頼んだが、彼らはその要求を拒否したと述べた。

## 種牡馬入り後
引退後、ダンサーズイメージはシンジケートを組まれ、メリーランド州フレデリックのグレードバレーファームに送られた。後の1974年にアイルランドにあるキレーンキャッスル牧場に輸出され、1979年にアレック・ヘッドが所有するフランス・ドーヴィルにあるケスネー牧場に送られた。
最終的にダンサーズイメージは後に早田光一郎・由貴子夫妻に購入され、日本の北海道新冠町のCBスタッドに送られた。早田は当初サティンゴを種牡馬として購入するためにケスネー牧場に赴いたが、そこでダンサーズイメージに出会い、ネイティヴダンサー系が好みだったことから同馬も購入するに至ったという。ダンサーズイメージは日本の生産者から人気で、1983年のファーストクロップリーディングサイアーを獲得している。その後、1992年12月25日に27歳で疝痛がもとで死亡した。

### 主な産駒
- 競走格付けは開催当時のもの。
- 主な産駒の出典：[9]

- スムースダンサー Smooth Dancer - 1970年生、牡馬。ニューオリンズハンデキャップ（米G3）
- リアンガ Lianga - 1971年生、牝馬。ジャック・ル・マロワ賞（仏G1）
- シャービー Sherby - 1971年生、牡馬。ミニッツマンハンデキャップ（米G2）
- サリタマー Saritamer - 1971年生、牡馬。ジュライカップ（英G2）
- ゴッズウォーク Godswalk - 1974年生、牡馬。キングズスタンドステークス（英G1）
- ギャロッツォ Garozzo - 1976年生、牡馬。エスターテ賞（伊G3）。
- ミストレッタ Mistretta - 1979年生、牝馬。ブラックヘレンハンデキャップ（米G2）
- ロングレザー - 1981年生、牝馬。ローズステークス（日G2）
- シーブラック - 1981年生、牝馬。札幌3歳ステークス。
- ヤマトイメージ - 1981年生、牡馬。中津大賞典。
- コクサイリーベ - 1986年生、牝馬。4歳牝馬特別・西（日G2）
- マックスフリート - 1987年生、牝馬。全日本サラブレッドカップ。
- ヘイセイシルバー - 1988年生、牡馬。東北サラブレッド大賞典。

## 血統表
| ダンサーズイメージの血統   | ダンサーズイメージの血統      | ダンサーズイメージの血統 | （血統表の出典）     | （血統表の出典） |
| 父系                       | ネイティヴダンサー系          | ネイティヴダンサー系     | ネイティヴダンサー系 | [ § 2 ]          |
| 父 Native Dancer 芦毛 1950 | 父の父Polynesian 黒鹿毛 1942  | Unbreakable              | Sickle               | Sickle           |
| 父 Native Dancer 芦毛 1950 | 父の父Polynesian 黒鹿毛 1942  | Unbreakable              | Blue Glass           |                  |
| 父 Native Dancer 芦毛 1950 | 父の父Polynesian 黒鹿毛 1942  | Black Polly              | Polymelian           | Polymelian       |
| 父 Native Dancer 芦毛 1950 | 父の父Polynesian 黒鹿毛 1942  | Black Polly              | Black Queen          |                  |
| 父 Native Dancer 芦毛 1950 | 父の母Geisha 芦毛 1943        | Discovery                | Display              | Display          |
| 父 Native Dancer 芦毛 1950 | 父の母Geisha 芦毛 1943        | Discovery                | Ariadne              |                  |
| 父 Native Dancer 芦毛 1950 | 父の母Geisha 芦毛 1943        | Miyako                   | John P. Grier        | John P. Grier    |
| 父 Native Dancer 芦毛 1950 | 父の母Geisha 芦毛 1943        | Miyako                   | La Chica             |                  |
| 母 Noors Image 鹿毛 1953   | 母の父Noor 黒鹿毛 1945        | Nasrullah                | Nearco               | Nearco           |
| 母 Noors Image 鹿毛 1953   | 母の父Noor 黒鹿毛 1945        | Nasrullah                | Mumtaz Begum         |                  |
| 母 Noors Image 鹿毛 1953   | 母の父Noor 黒鹿毛 1945        | Queen of Baghdad         | Bahram               | Bahram           |
| 母 Noors Image 鹿毛 1953   | 母の父Noor 黒鹿毛 1945        | Queen of Baghdad         | Queen of Scots       |                  |
| 母 Noors Image 鹿毛 1953   | 母の母Little Sphinx 栗毛 1943 | Challenger               | Swynford             | Swynford         |
| 母 Noors Image 鹿毛 1953   | 母の母Little Sphinx 栗毛 1943 | Challenger               | Sword Play           |                  |
| 母 Noors Image 鹿毛 1953   | 母の母Little Sphinx 栗毛 1943 | Khara                    | Kai-Sang             | Kai-Sang         |
| 母 Noors Image 鹿毛 1953   | 母の母Little Sphinx 栗毛 1943 | Khara                    | Decree               |                  |
| 母系(F-No.)                | (FN:4-r)                      | (FN:4-r)                 | (FN:4-r)             | [ § 3 ]          |
| 5代内の近親交配            | アウトブリード                | アウトブリード           | アウトブリード       | [ § 4 ]          |
| 出典                       | 1. 2. 3. 4.                   | 1. 2. 3. 4.              | 1. 2. 3. 4.          | 1. 2. 3. 4.      |